# بخش راسون (چوبوت)
بخش راسون (به اسپانیایی: Departamento Rawson) یک منطقهٔ مسکونی در آرژانتین است که در استان چوبوت واقع شده‌است. بخش راسون ۳٬۹۲۲ کیلومتر مربع مساحت و ۱۱۵٬۸۲۹ نفر جمعیت دارد.